# بلوم اونت فوس ب‌فا ۱۴۲
بلوم اونت فوس ب‌فا ۱۴۲ (به آلمانی: Blohm & Voss BV 142) یک هواگرد چهار موتوره شناسایی دریایی و ترابری ساخت شرکت بلوم اونت فوس در آلمان بود که نخستین پرواز خود را ماه اکتبر سال ۱۹۳۸ به انجام رساند و خدمت مختصری برای لوفت‌وافه در جنگ جهانی دوم کرد.

## طراحی و تولید
هامبورگر فلوک‌تسویک‌باو، شرکت تابعه بلوم اونت فوس به دنبال تولید یک هواگرد خشکی‌پایه بر مبنای نمونه پیشین آب‌نشین بسیار موفق ها ۱۳۹، غالباً جهت حمل مرسولات پستی، بود. در این طراحی به منظور کاهش مخارج، تا جای ممکن از قطعات هواگرد آب‌نشین استفاده شد.
نخستین پیش‌نمونه با عنوان ها ۱۴۲ فا۱ سال ۱۹۳۸ پدید آمد. این هواگرد بدنه باریک و بال‌های مرغی‌شکل معکوس مشابه ها ۱۳۹ داشت. شناورها با ارابه‌های فرود دو چرخ جایگزین شد. بک دم‌چرخ جمع‌شونده دو چرخ نیز بدان افزون گشت. هواگرد قادر به حمل ۵۲۹۵ لیتلر سوخت بود. اتاقک ظرفیت چهار خدمه شامل خلبان، کمک خلبان، ناوبر و بسیم‌چی را داشت. درون بدنه یک محفظه کوچک محموله پستی تعبیه شد. این هواگرد روز ۱۱ اکتبر سال ۱۹۳۸ برای نخستین به پرواز درآمد. مدتی بعد با ادغام هامبورگر در شرکت مادر، عنوان هواگرد به «بلوم اونت فوس ب‌فا ۱۴۲» تغییر کرد. تا تابستان سال ۱۹۳۹ چهار پیش‌نمونه در برنامه پروازهای آزمایشی قرار گرفتند. در ابتدا تنها همان فا۱ در لوفت‌هانزا به‌کارگرفته شد. این هواگرد پس مقداری تغییرات، پروازهای اکتشافی به این شرکت هواپیمایی تحویل گردید. نام مستعار کاستور و کد ثبتی D-ABUV بر آن نهاده شد. به هر صورت، پس از چند پرواز هواگرد به شرکت تولیدکننده عودت گشت.
مدت کوتاهی پس از آغاز جنگ جهانی دوم پیشنهاد تبدیل چهار هواگرد تولید شده به هواگردهای برد بلند شناسایی دریایی مطرح گردید. بدین منظور فا۲، نمونه دوم، برای آزمایش برگزیده شد. با عنوان ب‌فا ۱۴۲ فا۲/او۱، بارزترین ویژگی این هواگرد دماغه دراز با صفحات صیقل‌خورده بود. به جهت عمل منفرد نسبت به جنگنده‌های خودی، تسلیحات دفاعی و یک اتاقک کوچک در پشت اتاقک اصلی برای دو تیربارچی در آن تعبیه و محفظه پستی به محفظه بمب تبدیل گشت. تجهیزات رادیویی و ناوبری فراوانی در آن قرار گرفت. فا۱ هم بعداً این تغییرات را دریافت کرد.

## تاریخچه عملیاتی
هواگردهای ب‌فا ۱۴۲ فا۲/او۱ بهار سال ۱۹۴۰ به اسکادران شناسایی فرماندهی عالی لوفت‌وافه در اتصال مستقیم به قرارگاه ناوگان سوم هوایی، تحویل داده شدند. این هواگردها عملکرد ضعیفی در چند سورتی صورت گرفته در نقش گشتی دریایی از خود به نمایش گذاشتند. تا سال ۱۹۴۲ هر دو را از خدمت کنار نهادند. برنامه‌ای برای استفاده از آن‌ها برای پرتاب اژدر هدایت‌شونده گه‌تی ۱۲۰۰سی وجود داشت که هیچگاه عملیاتی نشد.
از دو هواگرد سوم و چهارم در قالب سپاه ۱۰ هوایی در وظایف ترابری در جریان تهاجم به دانمارک و نروژ در سال ۱۹۴۰ استفاده شد.

## مشخصات فنی
ب‌فا ۱۴۲ فا۲/او۱:
مشخصات عمومی
- طول: ۲۰٫۴۵ متر
- طول بال: ۲۹٫۵۳ متر
- ارتفاع: ۴٫۴۴ متر
- مساحت بال: ۱۳۰ متر مربع
- وزن خالی: ۱۱۰۰۰ کیلوگرم

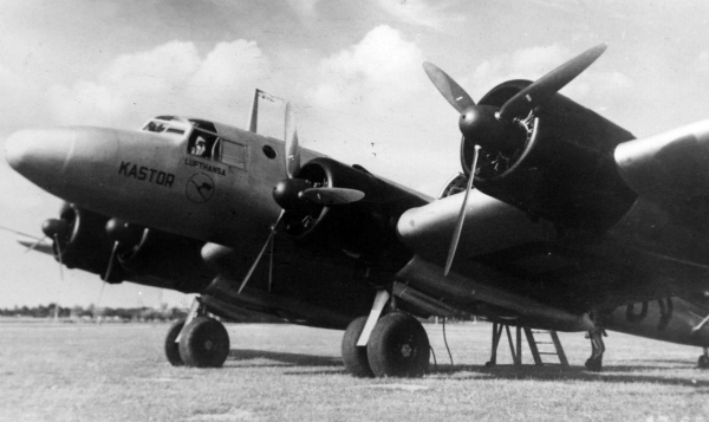

- حداکثر وزن هنگام برخاستن: ۱۶۵۰۰ کیلوگرم
- نیرومحرکه: ۴ × موتور شعاعی پیستونی ب‌ام‌و ۱۳۲ها: ۸۸۰ اسب بخار (۶۵۶ کیلووات)

عملکرد
- حداکثر سرعت: ۳۷۵ کیلومتر بر ساعت در سطح دریا
- پایاسیر: ۳۲۵ کیلومتر بر ساعت
- حداکثر ارتفاع: ۹۰۰۰ متر
- حداکثر برد: ۳۹۰۰ کیلومتر

تسلیحات
- ۱ × مسلسل متحرک ام‌گه ۱۵ کالیبر ۷٫۹۲ میلی‌متر در دماغه
- ۲ × مسلسل متحرک هدایت‌شونده از دور ام‌گه ۱۵ در یک جایگاه دو تایی در کف
- ۲ × مسلسل متحرک هدایت‌شونده از دور ام‌گه ۱۵ در یک جایگاه دو تایی در سقف
- ۴ × بمب ۱۰۰ کیلوگرمی یا ۸ × بمب ۵۰ کیلوگرمی

### کتابشناسی
- Green, William. Warplanes of the Third Reich. London: Macdonald and Jane's Publishers Ltd., 4th impression 1979, p. 86-88. ISBN 0-356-02382-6.
- Smith J.Richard and Kay, Anthony. German Aircraft of the Second World War. London: Putnam & Company Ltd., 3rd impression 1978, p. 71-73. ISBN 0-370-00024-2.
- Townend, David R. Clipped Wings -- World War Two Edition.  Markham: Aerofile Publications, 2010. ISBN 978-0-9732020-1-4.
- Wood, Tony and Gunston, Bill. Hitler's Luftwaffe: A pictorial history and technical encyclopedia of Hitler's air power in World War II. London: Salamander Books Ltd., 1977, p. 136. ISBN 0-86101-005-1.